# قائمة العمليات العسكرية في دول الشمال خلال الحرب العالمية الثانية
تورد القائمة الآتية العمليات العسكرية التي دارت رحاها في دول الشمال (الدنمارك وفنلندا والنرويج والسويد وآيسلندا وجرينلاند) خلال الحرب العالمية الثانية.

## عمليات ألمانيا النازية
| السنة | الاسم                       | الاسم بالإنجليزية      | مختصر |
| ----- | --------------------------- | ---------------------- | --- |
| 1944  | عملية بيرك                  | Operation Birke        | خطة ألمانية للانسحاب من شمال فنلندا قبل اندلاع حرب لابي |
| 1945  | عملية بيرخان                | Operation Birkhahn     | إخلاء ألماني من النرويج |
| 1940  | عملية بوفالو                | Operation Büffel       | عملية ألمانية لمأزرة القوات في بلدة نارفيك النرويجية |
| 1942  | عملية العقدة الخشبية        | Operation Wood knot    | نشاطات عسكرية ألمانية في جرينلاند |
| 1940  | عملية إيكاروس               | Operation Ikarus       | غزو ألماني مُخطط لآيسلندا رداً على عملية فورك |
| 1940  | عملية جونو                  | Operation Juno         | عملية بحرية ألمانية لقطع إمدادات الحلفاء إلى النرويج |
| 1942  | عملية لاكسفاين              | Operation Lachsfang    | هجوم مقترح تنفذه ألمانيا مع فنلندا على كاندالاكشا وبيلومورسك |
| 1944  | عملية أضواء الشمال الثانية  | Operation Nordlicht    | الانسحاب الألماني من شبه جزيرة كولا باتجاه النرويج |
| 1941  | عملية الثعلب الفضي          | Operation Silver Fox   | عمليات ألمانية في القطب الشمالي وتتضمن: |
| 1941  | عملية الثعلب الأزرق الأولى  | Operation Blaufuchs 1  | إخراج القوات الألمانية من ألمانيا إلى شمالي فنلندا |
| 1941  | عملية الثعلب الأزرق الثانية | Operation Blaufuchs 2  | إخراج القوات الألمانية من النرويج إلى شمالي فنلندا |
| 1941  | عملية الثعلب البلاتيني      | Operation Platinum Fox | هجوم القوات الألمانية باتجاه مورمانسك من مقاطعة بيتسامو الفنلندية |
| 1941  | عملية الثعلب القطبي         | Operation Arctic Fox   | هجوم القوات الألمانية باتجاه كاندالاكشا من إقليم لابي الفنلندي |
| 1941  | عملية الرنة                 | Operation Rentier      | الاحتلال الألماني لبيتسامو |
| 1943  | عملية سفاري                 | Operation Safari       | عملية ألمانية للاستيلاء ونزع سلاح القوات الدنماركية |
| 1943  | عملية زيترونيلا             | Operation Zitronella   | غارة ألمانية على أرخبيل سفالبارد التي احتلها الحلفاء |
| 1944  | عملية الشوح الشرقي          | Operation Tanne Ost    | محاولة ألمانية باءت بالفشل للاستيلاء على غوغلاند من فنلندا |
| 1944  | عملية الشوح الغربي          | Operation Tanne West   | محاولة ألمانية خُطط لها للاستيلاء على جزر أولاند من فنلندا |
| 1940  | عملية فيزروبونغ             | Operation Weserübung   | الغزو الألماني للدنمارك والنرويج وانقسمت إلى قسمين: - فيزروبونغ الشمالية: الغزو الألماني لتروندهايم ونارفيك - فيزروبونغ الجنوبية: الغزو الألماني لبرغن وكريستيانساند وأوسلو |

## عمليات الحلفاء
| السنة      | الاسم                          | الاسم بالإنجليزية              | مختصر |
| ---------- | ------------------------------ | ------------------------------ | --- |
| 1940       | عملية ألفابيت                  | Operation Alphabet             | إخلاء القوات البريطانية من النرويج |
| 1945       | عملية الرسول                   | Operation Apostle              | عملية للقوة الجوية الخاصة لفرض الاستسلام الألماني في النرويج |
| 1941       | عملية النبالة                  | Operation Archery              | غارة لقوات الكوماندوز البريطانية على فوغسوي بالنرويج |
| 1941       | عملية أنكليت                   | Operation Anklet               | غارة على المواقع الألمانية على جزر لوفوتن في النرويج |
| 1943       | عملية براندي                   | Operation Brandy               | غارة لقوات قوارب الطوربيد والكوماندوز البريطانية على بلدة فلورو النرويجية |
| 1945       | عملية قرطاج                    | Operation Carthage             | قصف سلاح الجو الملكي البريطاني لمقرات الغيستابو في كوبنهاغن |
| 1943       | عملية كارتون                   | Operation Cartoon              | غارة لقوات الكوماندوز البريطانية على جزيرة ستورد بالقرب من ليرفيك بالنرويج. |
| 1939       | عملية كاثرين                   | Operation Catherine            | خطة عسكرية بريطانية للسيطرة على بحر البلطيق |
| 1941       | عملية كلايمور                  | Operation Claymore             | غارة بريطانية على جزر لوفوتن في النرويج |
| 1943       | عملية كراكرز                   | Operation Crackers             | غارة بريطانية عند خلل سونيه غربي النرويج |
| 1942/ 1943 | تخريب المياه الثقيلة النرويجية | Norwegian heavy water sabotage | سلسلة عمليات استهدفت مصنع نرويجي للمياه الثقيلة في فيمورك توزعت على عدة عمليات: - عملية فريشمان (1942): محاولة الإغارة على المصنع - عملية غروز (1942) - عملية غانر سايد (1943): غارة ثانية على المصنع |
| 1940       | عملية فورك                     | Operation Fork                 | غزو البريطانيين لآيسلندا |
| 1941       | عملية غونليت                   | Operation Gauntlet             | غارة على أرخبيل سفالبارد |
| 1942       | عملية جوبيتر                   | Operation Jupiter              | خطة مقترحة لغزو الحلفاء لشمال النرويج وفنلندا |
| 1941       | عملية كيتباغ                   | Operation Kitbag               | غارة غير ناجحة لقوات الكوماندوز البريطانية بلدة فلورو النرويجية |
| 1943       | عملية القائد                   | Operation Leader               | غارة أمريكية بريطانية على سفن الشحن الألمانية على طول سواحل منطقة بودو النرويجية |
| 1942       | عملية ماسكيتون                 | Operation Musketoon            | عملية بريطانية نرويجية لتدمير محطة للطاقة الكهرمائية في النرويج |
| 1940       | خطة آر 4                       | Plan R 4                       | خطة بريطانية لغزو النرويج |
| 1943       | عملية المصدر                   | Operation Source               | رد بريطاني على عملية زيترونيلا التي نفذها الألمان |
| 1944       | عملية سيبالز/بيريانث           | The Sepals/Perianth Operation  | عملية مدعومة من مكتب الخدمات الاستراتيجية في السويد |
| 1944       | عملية أشعة الشمس               | Operation Sunshine             | عملية بريطانية نرويجية لحماية ضد تكتيات ألمانية محتملة سياسة الأرض المحروقة مع اقتراب نهاية الحرب |
| 1940       | عملية ويلفريد                  | Operation Wilfred              | خطة بريطانية لزرع ألغام بحرية على السواحل النرويجية |

## أخرى
| السنة | الاسم                 | الاسم بالإنجليزية        | مختصر                                                 |
| ----- | --------------------- | ------------------------ | ----------------------------------------------------- |
| 1945  | عملية أنقذوا الدنمارك | Operation rädda Danmark  | خطة سويدية لتحرير الدنمارك قبل احتلال السوفييت للبلاد |
| 1945  | عملية أنقذوا زيلند    | Operation rädda Själland | عمليات إنزال سويدية في جزيرة زيلاند الدنماركية        |
| 1945  | عملية أنقذوا بورنهولم | Operation rädda Bornholm | عمليات إنزال سويدية في جزيرة بورنهولم الدنماركية      |

## مزيد من القراءة
- Dear, Ian. The Oxford companion to world war II (New York: Oxford University Press, 1995)
- Elting, John R. Battles for Scandinavia (Time-Life Books 1981)
- Haarr, Geirr. The Gathering Storm: Naval War in Northern Europe, September 1939 to April 1940 (2013)
- Haarr, Geirr.  German Invasion of Norway: April 1940 (vol 1 2012); The Battle for Norway, April-June 1940 (vol 2 2010)
- Mann, Chris. British Policy and Strategy Towards Norway, 1941-45 (Palgrave Macmillan, 2012)
- Miller, James. The North Atlantic Front: Orkney, Shetland, Faroe and Iceland at War (2004)
- Nissen, Henrik S., ed. Scandinavia during the Second World War (Universitetsforlaget, 1983)
- Petrow, Richard. The Bitter Years; The Invasion and Occupation of Denmark and Norway, April 1940-May 1945 (1974)
- Riste, Olav et al. Norway and the Second World War (1996)
- Stenius, H., Österberg, M. and Östling, J., eds. Nordic Narratives of the Second World War: National Historiographies Revisited (Lund: Nordic Academic Press, 2011).
- Vehvilainen, Olli. "Scandinavian Campaigns." in A Companion to World War II (2012) ed. by Thomas W. Zeiler and Daniel M. DuBois : vol 1 pp 208-21.
- Vehvilainen, Olli.  Finland In The Second World War: Between Germany and Russia (2002) excerpt and text search